# Гостомель
Госто́мель (укр. Гостомель) — посёлок в Бучанском районе Киевской области Украины.
В 2022 году в ходе вторжения России на Украину награждён званием «Город-герой Украины».

## Географическое положение
Находится на реке Ирпень, в 7 км к северо-западу от Киева, входит в киевскую агломерацию.

## История

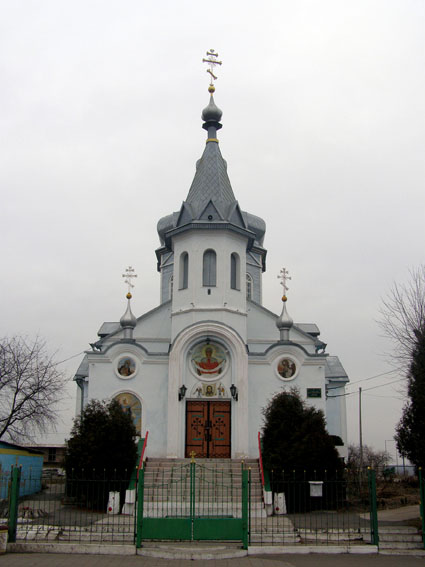
Свято-Покровская церковь

Первое письменное упоминание о Гостомеле относится к 1494 году.
В 1614 году польский король Сигизмунд III даровал Гостомелю магдебургское право.
Во время национально-освободительной войны под предводительством Богдана Хмельницкого он стал сотенным городком Киевского полка, а в 1654 году вошёл в состав Русского государства.
В 1694 в Гостомеле была построена церковь.
В 1866 году Гостомель стал волостным центром Киевского уезда Киевской губернии Российской империи.
С 1938 года — посёлок городского типа.
В ходе Великой Отечественной войны в июле 1941 года фронт временно стабилизировался по линии реки Ирпень в районе Гостомеля, здесь шли ожесточённые бои, в которых вместе с красноармейцами участвовали местные жители. В дальнейшем, посёлок был оккупирован немецкими войсками. В условиях оккупации здесь действовала подпольная комсомольская организация, которая собирала оружие, распространяла листовки, разгромила полицейский участок и (совместно с партизанами) взорвала мост через реку Ирпень. 6 ноября 1943 года посёлок был освобождён в результате совместных действий 74-й стрелковой дивизии РККА и советских партизан (среди которых были жители посёлка).

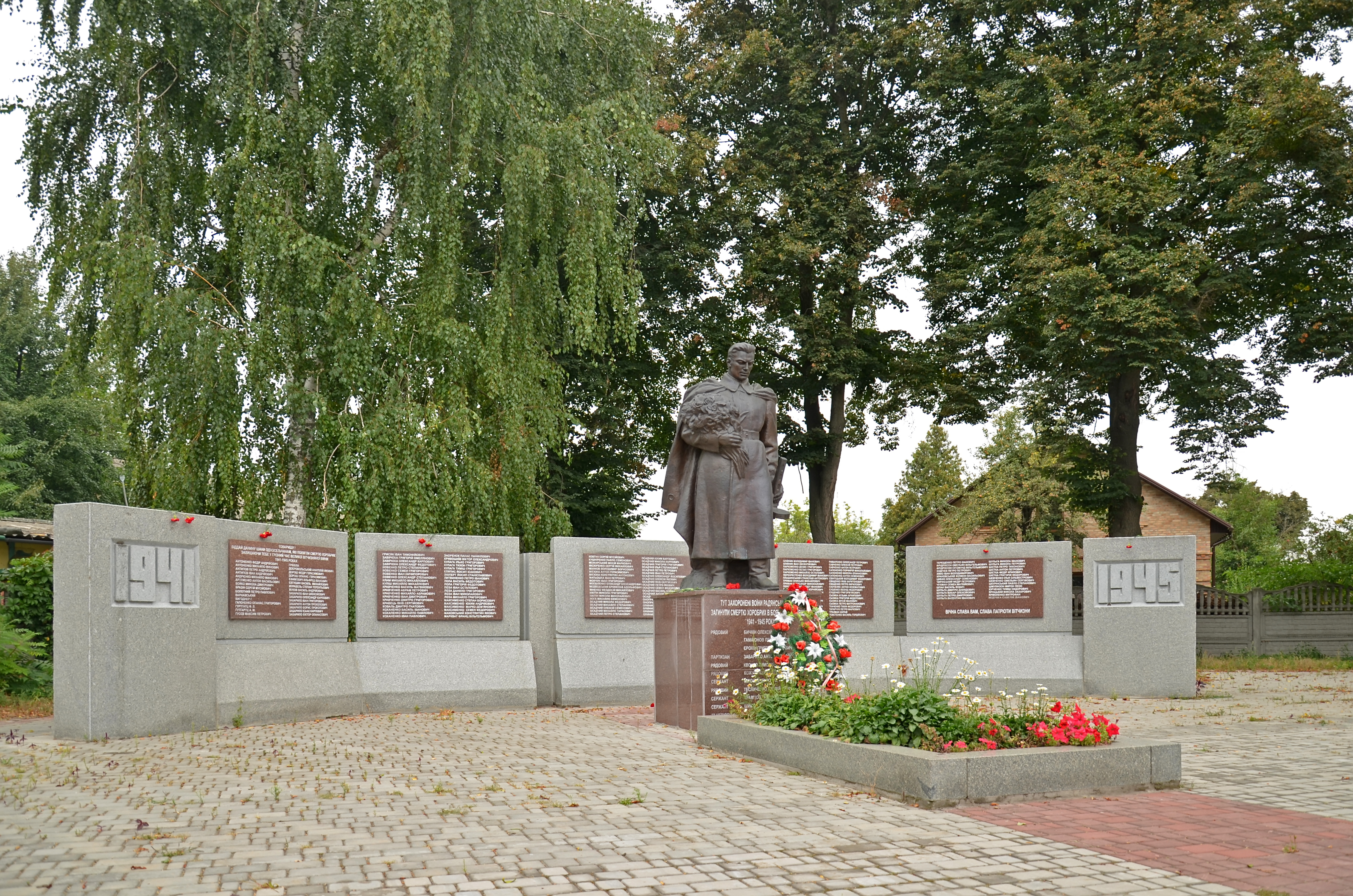
Братская могила советских солдат

В 1962 году Ирпень стал городом областного подчинения и ему были подчинёны Гостомель и другие населённые пункты.
В 1971 году численность населения составляла 6 тыс. человек, здесь действовали стеклотарный завод, крахмальный завод, автопредприятие, промкомбинат и совхоз «Бучанский» овоще-молочного направления (имевший 3 600 га земли).
В 1972 году в состав Гостомеля было включёно село Мостище.
13 мая 1990 года решением Гостомельского поселкового совета был утверждён герб Гостомеля, который использовали до 23 января 2003 года (когда был принят новый герб посёлка).
В мае 1995 года Кабинет министров Украины утвердил решение о приватизации находившихся здесь стеклозавода, крахмального завода, в июле 1995 года было утверждено решение о приватизации совхоза.

### Российско-украинская война
24 февраля 2022 года Россия начала атаку на аэропорт в Гостомеле. По сообщению Нацгвардии Украины, около 7:00 утра одна из российских ракет разорвалась возле гражданского жилого дома в Гостомеле. Во время боёв за Гостомельский аэродром ВСУ сбили 2 российских вертолёта из 34, но армия РФ всё равно успела высадить десантные войска, начался бой. Около 19:20 в тот же день появилась информация о захвате Гостомеля российскими диверсантами. НГУ заявила, что была вынуждена применить артиллерию и авиацию, впоследствии заявив о зачистке аэропорта. Ими же сообщалось о минимальных потерях с украинской стороны. Уже в 18:02 президент Украины заявил о блокировке российского десанта и начале его зачистки. Позднее советник главы Офиса Президента Алексей Арестович заявил в своём Фейсбуке, что в Гостомеле продолжаются бои, а его предыдущее сообщение об его освобождении было ошибкой. Около 22:30 того же дня глава подкомитета национальной безопасности и обороны парламентского комитета по национальной безопасности Фёдор Вениславский сообщил, что аэропорт находится под контролем ВСУ. До этого была озвучена информация[кем?] про российский десант из 400 человек, который пытался высадиться в Гостомеле, но силы национальной гвардии Украины отбили это наступление. Советник главы Офиса Президента Алексей Арестович озвучил потери среди нападавших — 200 человек; российская сторона сообщила, что потерь среди личного состава не было.
По состоянию на 25 февраля, согласно российским источникам, российский десант, удерживавший аэродром в Гостомеле, соединился с основными силами воздушно-десантных войск и заблокировал Киев с запада.
По состоянию на 26 февраля, согласно украинским источникам, украинским войскам удавалось удерживать Гостомель. Около 10 часов утра появилась информация о захвате российским спецназом военной части № 3017. На 5 марта, согласно утверждениям Главного управления разведки Украины, город оставался под контролем ВСУ.
Однако, ещё 4 марта 2022 года на российском телевидении в эфире Первого канала вышел видеосюжет с аэродрома Гостомель, из которого следовало, что по крайней мере аэродром находится под контролем российских войск.
7 марта Гостомельский поселковый совет сообщил, что российские войска застрелили главу Гостомельской общины Юрия Прилипко. Он вместе с побратимами раздавал людям хлеб и лекарства.
22 марта 2022 года руководитель Киевской областной военной администрации Александр Павлюк в интервью «Радио Свобода» заявил, что пгт Гостомель и город Буча находятся под контролем российской армии.
25 марта 2022 года за «подвиг, массовый героизм и стойкость граждан <…> во время отпора вооружённой агрессии Российской Федерации против Украины» президент Украины Владимир Зеленский наградил посёлок званием «Город-герой Украины».
1 апреля 2022 года Гостомель перешёл под контроль ВСУ.

## Население
По состоянию на 1 января 2013 года население составляло 14 411 человек. 24 декабря 2019 года в Гостомеле открыли станцию очищения и обезжелезивания воды.

### Языковой состав
Родной язык населения, по данным переписи 2001 года:
| Язык       | Численность, чел. | Доля     |
| ---------- | ----------------- | -------- |
| Украинский | 11 243            | 90,31 %  |
| Русский    | 1 126             | 9,04 %   |
| Другое     | 81                | 0,65 %   |
| Итого      | 12 450            | 100,00 % |

## Экономика
Два крупных предприятия: «Ветропак Гостомельский стеклозавод», выпускающий стеклотару и украинское ГП «Антонов», специализирующееся на грузовых авиаперевозках и производстве самолётов «Ан». Также в пгт находится «Ирпенское АТП-13250», где работают около 300 человек.

## Транспорт
Посёлок находится в 6 км от ближайшей железнодорожной станции Буча на линии Киев — Коростень.
Через посёлок проходит автомобильная дорога. Также в Гостомеле находится международный аэропорт «Антонов» для грузовых самолётов.
На территории посёлка находится испытательный полигон нереализованного проекта рельсового электротранспорта «Капвей».

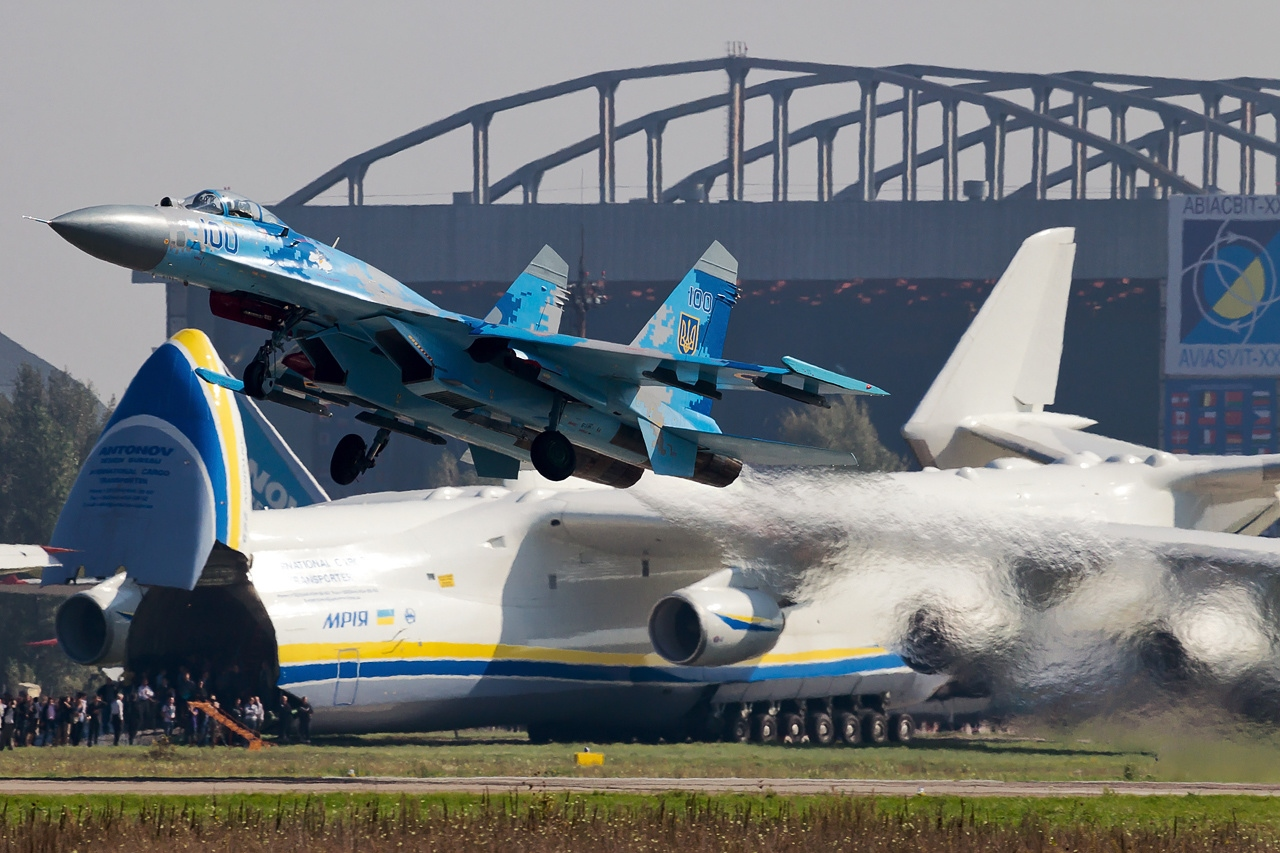
Аэропорт «Антонов»
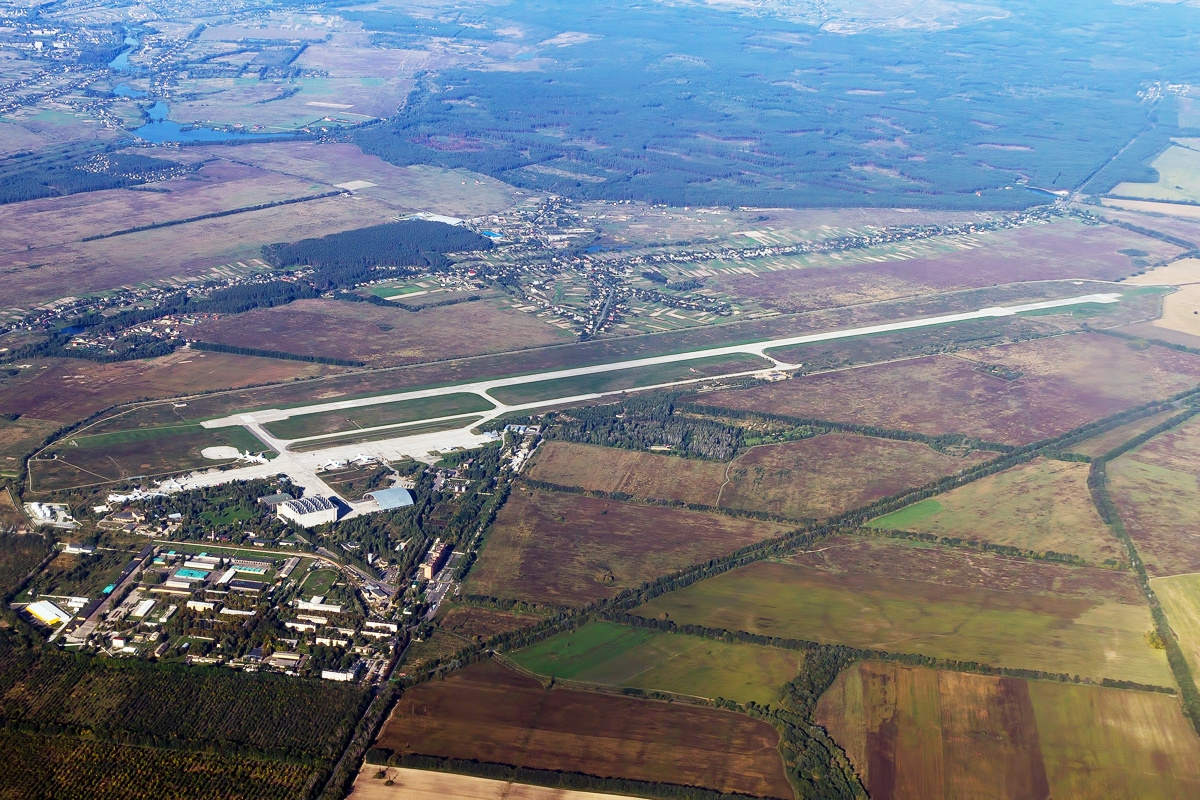
2012
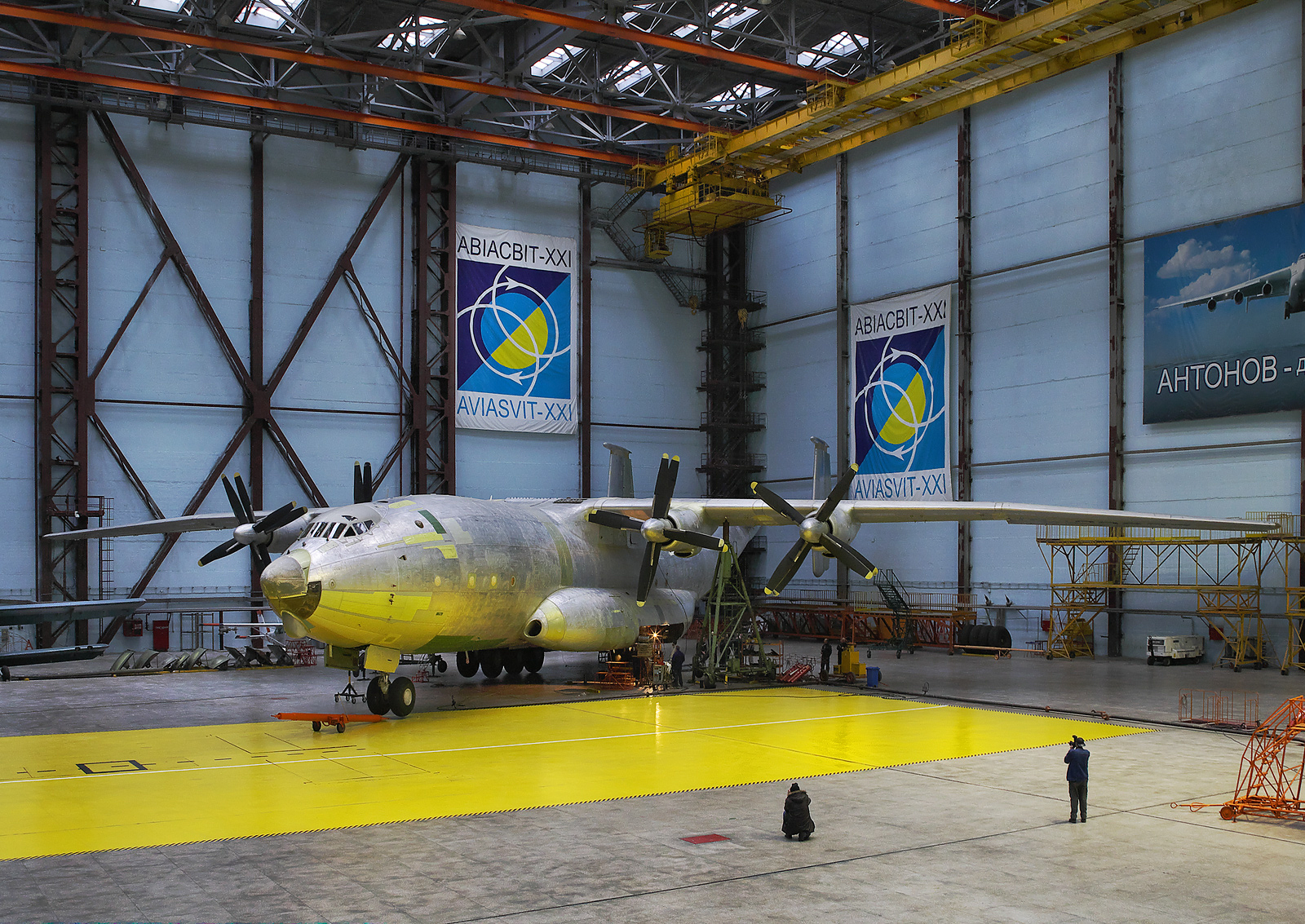
2015
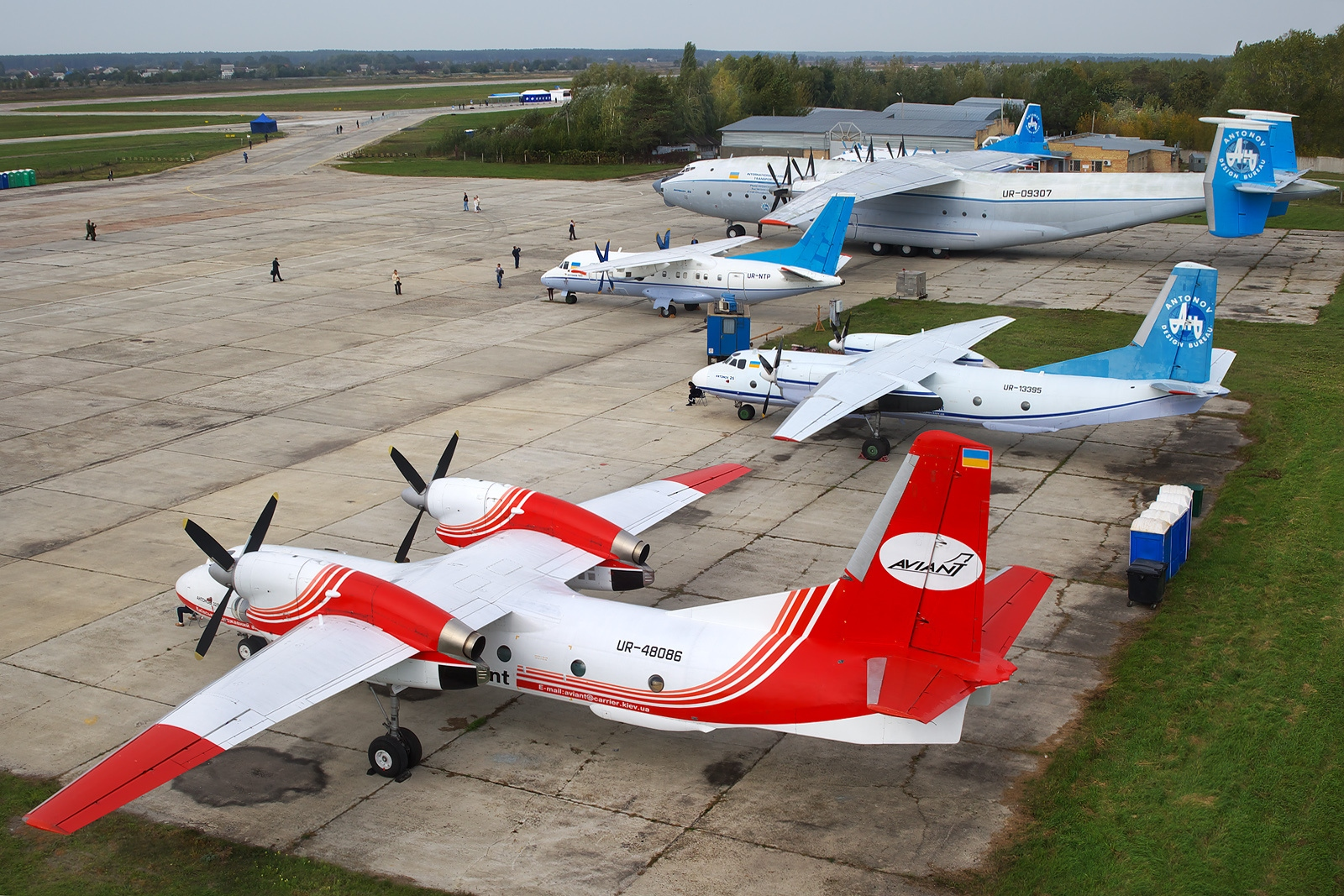
2012

## Достопримечательности
- Свято-Покровский храм, памятник XVIII века.